# アス語
アス語（アスご、英: Asu language、アス語: Casu、Chasu、Athu、Chathu）はバントゥー語群に属する言語である。別称としてパレ語（Pare、Kipare）、チャス語（Chasu）と呼ばれる。タンザニア北東部のキリマンジャロ州に居住するパレ族（またはアス族）によって話されている。
タヴェタ語（Taveta）とは言語学的に近い関係にある。